# John Harrison (diplomata)

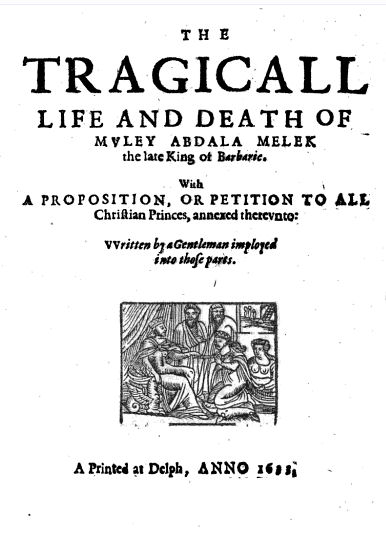

John Harrison foi um diplomata inglês que foi embaixador em Marrocos no século XVII.
Foi enviado pelo rei Jaime I (VI da Escócia) ao sultão saadiano Zidane Nácer em 1610, 1613 e 1615 com a missão de conseguir a libertação de cativos ingleses. Em maio de 1627 negociou um tratado com Cide Maomé Alaiaxi, o governador independente de Salé que se tinha rebelado um mês antes contra a autoridade de Zidane, fundando um estado independente, a República de Salé.
Em 1633 publicou um livro sobre o sultão Abu Maruane Abedal Maleque II: The Tragical Life and Death of Muley Abdala Melek the late King of Barbarie ("A Vida e Morte Trágicas de Mulei Abedalá Maleque o defunto Rei da Barbária").